# Rio Torto (Gouveia)
Rio Torto ist ein Ort und eine ehemalige Gemeinde in Portugal mit 473 Einwohnern (Stand 2011).

## Geschichte
Funde belegen eine vorgeschichtliche Besiedlung. Der heutige Ort ist möglicherweise im Zuge der Besiedlungspolitik im Verlauf der christlichen Reconquista ab dem 11. Jahrhundert entstanden.
Erstmals dokumentiert wurde eine eigenständige Gemeinde Rio Torto im Verwaltungskreis Gouveia in den Registern des Jahres 1269.
Rio Torto blieb eine eigenständige Gemeinde im Kreis Gouveia, bis sie mit der Administrativen Neuordnung 2013 aufgelöst und mit Lagosinhos zur neuen Gemeinde Rio Torto e Lagarinhos zusammengefasst wurde.

## Einwohnerentwicklung
| Einwohnerzahl in der Gemeinde Rio Torto (1721–2011) | Einwohnerzahl in der Gemeinde Rio Torto (1721–2011) | Einwohnerzahl in der Gemeinde Rio Torto (1721–2011) | Einwohnerzahl in der Gemeinde Rio Torto (1721–2011) | Einwohnerzahl in der Gemeinde Rio Torto (1721–2011) | Einwohnerzahl in der Gemeinde Rio Torto (1721–2011) | Einwohnerzahl in der Gemeinde Rio Torto (1721–2011) | Einwohnerzahl in der Gemeinde Rio Torto (1721–2011) | Einwohnerzahl in der Gemeinde Rio Torto (1721–2011) | Einwohnerzahl in der Gemeinde Rio Torto (1721–2011) | Einwohnerzahl in der Gemeinde Rio Torto (1721–2011) | Einwohnerzahl in der Gemeinde Rio Torto (1721–2011) | Einwohnerzahl in der Gemeinde Rio Torto (1721–2011) | Einwohnerzahl in der Gemeinde Rio Torto (1721–2011) | Einwohnerzahl in der Gemeinde Rio Torto (1721–2011) | Einwohnerzahl in der Gemeinde Rio Torto (1721–2011) | Einwohnerzahl in der Gemeinde Rio Torto (1721–2011) |
| --------------------------------------------------- | --------------------------------------------------- | --------------------------------------------------- | --------------------------------------------------- | --------------------------------------------------- | --------------------------------------------------- | --------------------------------------------------- | --------------------------------------------------- | --------------------------------------------------- | --------------------------------------------------- | --------------------------------------------------- | --------------------------------------------------- | --------------------------------------------------- | --------------------------------------------------- | --------------------------------------------------- | --------------------------------------------------- | --------------------------------------------------- |
| 1721                                                | 1832                                                | 1864                                                | 1878                                                | 1890                                                | 1900                                                | 1911                                                | 1920                                                | 1930                                                | 1940                                                | 1950                                                | 1960                                                | 1970                                                | 1981                                                | 1991                                                | 2001                                                | 2011                                                |
| 242                                                 | 306                                                 | 830                                                 | 860                                                 | 908                                                 | 1.012                                               | 1.033                                               | 1.031                                               | 869                                                 | 924                                                 | 922                                                 | 821                                                 | 729                                                 | 718                                                 | 579                                                 | 527                                                 | 463                                                 |

## Kultur und Sehenswürdigkeiten
Die Megalithanlage Anta da Pedra da Orca, eine jungsteinzeitliche Grabstätte (portugiesisch: Anta), gilt als bekanntestes Bauwerk der Gemeinde und belegt die vorgeschichtliche Besiedlung.
Das Herrenhaus Casa Visconde de Rio Torto wurde im 19. Jahrhundert errichtet und ist heute als eingetragenes Baudenkmal geschützt.
Die Steinbrücke Ponte de Rio Torto wurde 1613 durch den Baumeister António Francisco aus Coja errichtet. Sie steht ebenfalls unter Denkmalschutz.
Die Gemeindekirche Igreja de São Domingos wurde vermutlich Ende des 16. Jahrhunderts errichtet, die erste Taufe fand hier 1602 statt.

## Verwaltung
Rio Torto war eine Gemeinde (Freguesia) im Kreis (Concelho) von Gouveia, im Distrikt Guarda. Die Gemeinde hatte 473 Einwohner und eine Fläche von 8,55 km² (Stand 30. Juni 2011).
Die Gemeinde bestand nur aus dem gleichnamigen Ort.
Im Zuge der Gebietsreform vom 29. September 2013 wurden die Gemeinden Rio Torto und Lagarinhos zur neuen Gemeinde União das Freguesias de Rio Torto e Lagarinhos zusammengeschlossen. Rio Torto ist Sitz dieser neu gebildeten Gemeinde.